# Feuchy
Feuchy är en kommun i departementet Pas-de-Calais i regionen Hauts-de-France i norra Frankrike. Kommunen ligger i kantonen Arras-Sud som tillhör arrondissementet Arras. År 2022 hade Feuchy 1 003 invånare.

## Befolkningsutveckling
Antalet invånare i kommunen Feuchy
| Referens: INSEE |